# 暗夜哭聲
《暗夜哭聲》（Evil Angels）是澳大利亞電影，佛瑞德·薛比西執導。

## 劇情
澳洲婦女琳蒂·張伯倫與丈夫麥可帶著小嬰兒到澳洲鄉下岩石區露營，澳洲野狗溜進帳篷中，之後孩子不見了。雖然琳蒂堅持孩子是被野狗殺死，但是澳洲人民深信她就是殺害嬰兒的兇手。 

## 連結
- 互联网电影数据库（IMDb）上《Evil Angels》的资料（英文）
- AllMovie上《A Cry in the Dark》的资料（英文）
- 爛番茄上《A Cry in the Dark》的資料（英文）